# Киприан (Скрипицын)
Епископ Киприа́н (Скрыпицын; 1682 — 1740, Санкт-Петербург) — епископ Русской православной церкви, епископ Коломенский и Каширский, основатель Коломенской семинарии.

## Биография
С 1719 года занимал должность архимандрита Спасо-Ярославского монастыря.
В 1722 году был переведён асессором в Московскую духовную дикастерию.
А уже в 1723 году занимал должность архимандрита и настоятеля Воскресенского Новоиерусалимского монастыря.
27 сентября 1727 года был определён в Дмитровский Борисоглебский монастырь, где пробыл настоятелем до 10 января 1732 года, когда был переведён настоятелем в Московский Знаменский монастырь.
С 18 января 1733 года был настоятелем Спасо-Андрониева монастыря, а с 3 мая 1736 года — Московского Чудова монастыря.
31 декабря 1737 года хиротонисан во епископа Вятского и Великопермского, но на Вяткую землю никогда не приезжал, управляя делами Вятской епархии заочно, так как был на чреде священнослужения в Санкт-Петербурге.
4 марта 1739 года становится членом Священного Синода.
С 18 мая 1739 года становится епископом Коломенским и Каширским.
16 декабря 1739 года был вызван в Санкт-Петербург для присутствия на заседаниях Священного Синода.
Во время пребывания в Санкт-Петербурге 16 июня 1740 года скончался.